# Ebersdorf (Steiermark)
Ebersdorf ist eine Gemeinde mit 1303 Einwohnern (Stand 1. Jänner 2024) im Gerichtsbezirk Fürstenfeld bzw. Bezirk Hartberg-Fürstenfeld in der Steiermark.

## Geografie

### Geografische Lage
Ebersdorf liegt an der Pöllauer Safen im oststeirischen Hügelland. Die Gemeinde befindet sich etwa zehn Kilometer südlich der Bezirkshauptstadt Hartberg und ca. 40 km nordöstlich der Landeshauptstadt Graz. Neben dem Pöllauer Safen wird die Gemeinde im Süden vom Nörningbach, einem Nebenfluss der Pöllauer Safens, im gleichnamigen Tal durchflossen. Die nördliche Gemeindegrenze wird vom Dombach, einem Nebenfluss der Hartberger Safen gebildet.

### Gemeindegliederung
| Katastralgemeinden                                           | Ortschaften in der Gemeinde |
| ------------------------------------------------------------ | --- |
| Ebersdorf (6,00 km²) Nörning (6,24 km²) Wagenbach (4,95 km²) | Ebersdorf (D) Ebersdorf-Steinfeld (R) Ebersdorfberg (R) Ebersdorfhöhe (R) Nörning (ZH) Auffenberg (R) Harras (R) Schmiedbach (R) Wagenbach (R) Dreihöf (R) Egg (R) Eichberg (ZH) Lichtenegg (R) Schmalzgrube (ZH) Waldviertel (ZH) |
| Legende                                                      | |

| In der Spalte Katastralgemeinden sind sämtliche Katastralgemeinden einer Gemeinde angeführt. In der Klammer ist die jeweilige Fläche in km² angegeben. |
| In der Spalte Ortschaften sind sämtliche von der Statistik Austria erfassten Siedlungen, die auch eine eigene Ortschaftskennziffer aufweisen, angeführt. In der Hierarchieebene derselben Spalte, rechts eingerückt, werden nur Ansiedlungen, die mindestens aus mehreren Häusern bestehen, dargestellt. Die wichtigsten der verwendeten Abkürzungen sind: - M = Hauptort der Gemeinde - Stt = Stadtteil - R = Rotte - W = Weiler - D = Dorf - ZH = Zerstreute Häuser - Sdlg = Siedlung - Hgr = Häusergruppe - E = Einzelgehöft (nur wenn sie eine eigene Ortschaftskennziffer haben) Die komplette Liste der Statistik Austria ist in: Topographische Siedlungskennzeichnung nach STAT Zu beachten ist, dass manche Orte unterschiedliche Schreibweisen haben können. So können sich Katastralgemeinden anders schreiben als gleichnamige Ortschaften bzw. Gemeinden. Quelle: Statistik Austria – |

Die Gemeinde besteht aus folgenden Katastralgemeinden und gleichnamigen Ortschaften (Einwohner Stand 1. Jänner 2024):
- Ebersdorf (849) mit Ebersdorf-Steinfeld, Ebersdorfberg und Ebersdorfhöhe
- Nörning (248) mit Auffenberg, Harras und Schmiedbach
- Wagenbach (206) mit Dreihöf, Egg, Eichberg, Lichtenegg, Schmalzgrube und Waldviertel

### Eingemeindungen
1968 wurden die selbständige Gemeinde Wagenbach und ein Teil der Gemeinde Neustift bei Sebersdorf mit Ebersdorf vereinigt.

### Nachbargemeinden
| Kaindorf | Buch-St. Magdalena                          | Buch-St. Magdalena |
| Kaindorf | Kompassrose, die auf Nachbargemeinden zeigt | Bad Waltersdorf    |
| Kaindorf | Hartl                                       | Bad Waltersdorf    |

## Geschichte
Eberhardsdorf wurde 1170 erstmals urkundlich erwähnt und deutet auf seinen Gründer Eberhard von Öblarn. Nörning wird 1255 als Nurdinch und Wagenbach im Jahr 1423 erstmals urkundlich genannt.
Im Jahr 1418 fielen die Ungarn ein, 1529 und 1532 die Türken. 1532 wurde das Dorf vollständig verwüstet. Mitte des 16. Jahrhunderts bestand das Dorf aus 17 Höfen und einer Mühle. 1605 zerstörten die Haiducken das Dorf großteils. 1705 brannten die Kuruzzen große Teile des Dorfs nieder. 1770 wurde Ebersdorf mit Ebersdorfberg eine eigene Katastralgemeinde, seit 1849 ist Ebersdorf eine eigene Ortsgemeinde.

### Bevölkerungsentwicklung

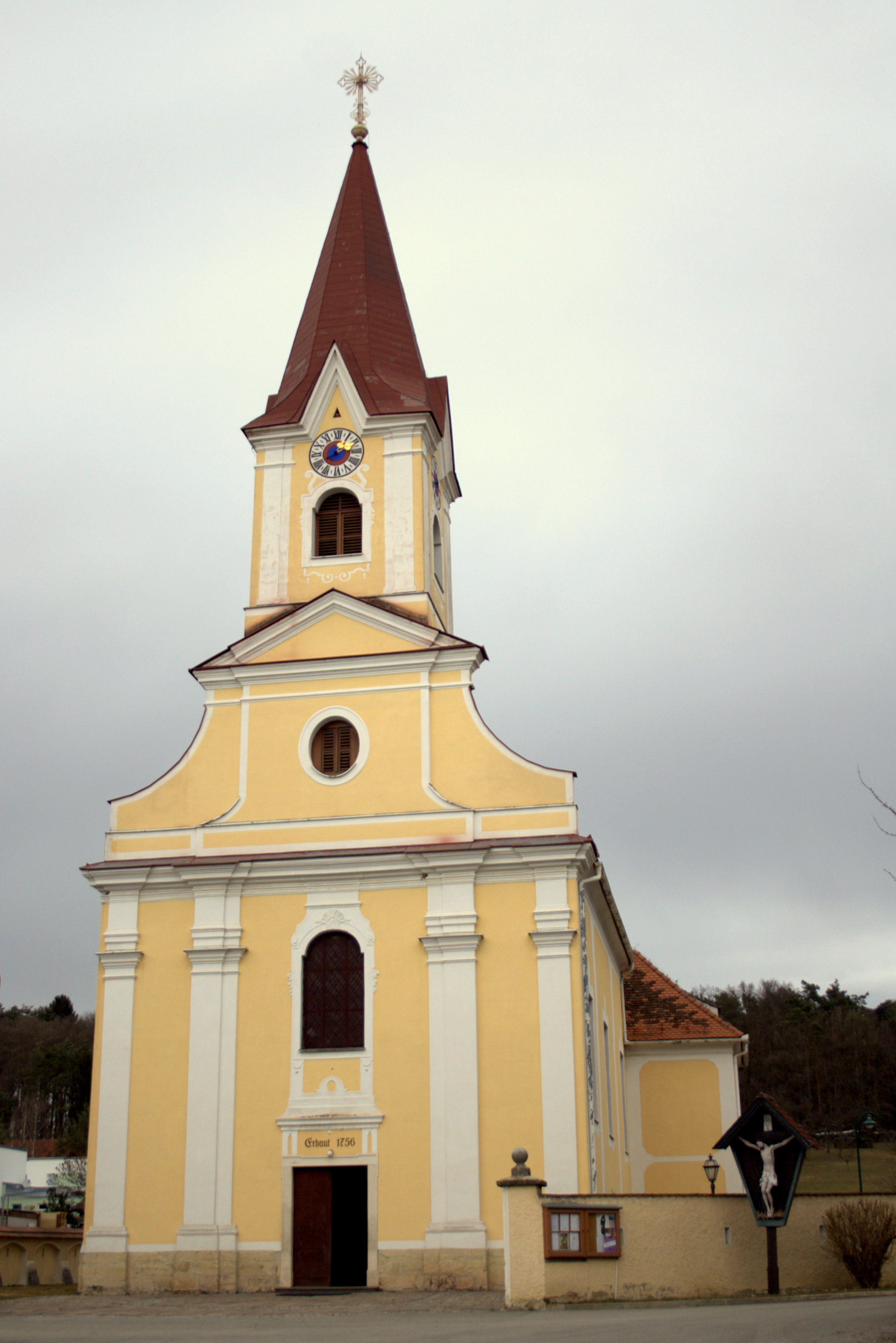
Kirche Ebersdorf

| Ebersdorf: Einwohnerzahlen von 1869 bis 2024        | Ebersdorf: Einwohnerzahlen von 1869 bis 2024 | Ebersdorf: Einwohnerzahlen von 1869 bis 2024 | Ebersdorf: Einwohnerzahlen von 1869 bis 2024 | Ebersdorf: Einwohnerzahlen von 1869 bis 2024 |
| --------------------------------------------------- | -------------------------------------------- | -------------------------------------------- | -------------------------------------------- | -------------------------------------------- |
| Jahr                                                |                                              |                                              |                                              | Einwohner                                    |
| 1869                                                | 1869                                         |                                              | 1.030                                        | 1.030                                        |
| 1880                                                | 1880                                         |                                              | 1.094                                        | 1.094                                        |
| 1890                                                | 1890                                         |                                              | 1.098                                        | 1.098                                        |
| 1900                                                | 1900                                         |                                              | 1.029                                        | 1.029                                        |
| 1910                                                | 1910                                         |                                              | 1.073                                        | 1.073                                        |
| 1923                                                | 1923                                         |                                              | 1.082                                        | 1.082                                        |
| 1934                                                | 1934                                         |                                              | 1.127                                        | 1.127                                        |
| 1939                                                | 1939                                         |                                              | 1.075                                        | 1.075                                        |
| 1951                                                | 1951                                         |                                              | 1.104                                        | 1.104                                        |
| 1961                                                | 1961                                         |                                              | 1.010                                        | 1.010                                        |
| 1971                                                | 1971                                         |                                              | 1.011                                        | 1.011                                        |
| 1981                                                | 1981                                         |                                              | 1.022                                        | 1.022                                        |
| 1991                                                | 1991                                         |                                              | 1.085                                        | 1.085                                        |
| 2001                                                | 2001                                         |                                              | 1.163                                        | 1.163                                        |
| 2011                                                | 2011                                         |                                              | 1.229                                        | 1.229                                        |
| 2021                                                | 2021                                         |                                              | 1.284                                        | 1.284                                        |
| 2024                                                | 2024                                         |                                              | 1.303                                        | 1.303                                        |
| Quelle(n): Statistik Austria, Gebietsstand 1.1.2021 |                                              |                                              |                                              |                                              |

## Kultur und Sehenswürdigkeiten
- Im Kultursaal finden Konzerte, Lesungen und Theatervorführungen statt. Der Saal kann auch für private Zwecke gemietet werden.
- Seit 2007 ist die Gemeinde Teil der Ökoregion Kaindorf.

## Wirtschaft und Infrastruktur

### Verkehr
Ebersdorf liegt an der Landesstraße von Sebersdorf nach Kaindorf. Diese Straße bietet eine direkte Zufahrt zu den großen Hauptverkehrsstraßen: In Sebersdorf wird in etwa vier Kilometer die Süd Autobahn A 2 nach Wien und Graz an der Anschlussstelle Sebersdorf/Bad Waltersdorf (126) erreicht, in Kaindorf in etwa fünf Kilometer Entfernung die Wechsel Straße B 54 von Hartberg nach Gleisdorf.
Ebersdorf liegt an keiner Bahnlinie. Der nächstgelegene Bahnhof befindet sich in etwa vier Kilometer Entfernung in Sebersdorf und bietet Zugang zur Thermenbahn mit zweistündlichen Regionalzug-Verbindungen nach Wien und Fehring.
Der Flughafen Graz ist über die Süd Autobahn erreichbar und ca. 65 km entfernt.

### Ansässige Unternehmen
In Ebersdorf gibt es 45 Betriebe mit 190 Beschäftigten. Einige landwirtschaftliche Betriebe bieten Ab-Hof-Verkauf an.

## Politik

### Bürgermeister
Bürgermeister ist Dietmar Lang (ÖVP), Vizebürgermeisterin ist Maria Kröpfl (ÖVP). Gemeindekassier ist Wolfgang Höfler (ÖVP).
- 1990–2023 Gerald Maier[7]
- seit 2023 Dietmar Lang

### Gemeinderat
- ÖVP: 12
- FPÖ: 3

Der Gemeinderat besteht aus 15 Mitgliedern und setzt sich seit der Gemeinderatswahl 2020 aus Mandaten der folgenden Parteien zusammen:
- 12 Mandate ÖVP
- 03 Mandate FPÖ

Die letzten Gemeinderatswahlen brachten die folgenden Ergebnisse:
| Partei                | 2020             | 2020             | 2020             | 2015             | 2015             | 2015             | 2010             | 2010             | 2010             | 2005             | 2005             | 2005             | 2000             | 2000             | 2000             | 1995             | 1995             | 1995             | 1990             | 1990             | 1990             |
| Partei                | Sti.             | %                | M.               | Sti.             | %                | M.               | Sti.             | %                | M.               | Sti.             | %                | M.               | Sti.             | %                | M.               | Sti.             | %                | M.               | Sti.             | %                | M.               |
| --------------------- | ---------------- | ---------------- | ---------------- | ---------------- | ---------------- | ---------------- | ---------------- | ---------------- | ---------------- | ---------------- | ---------------- | ---------------- | ---------------- | ---------------- | ---------------- | ---------------- | ---------------- | ---------------- | ---------------- | ---------------- | ---------------- |
| ÖVP                   | 552              | 79               | 12               | 579              | 66               | 10               | 633              | 77               | 12               | 549              | 74               | 11               | 507              | 69               | 11               | 471              | 66               | 11               | 453              | 63               | 10               |
| SPÖ                   | nicht kandidiert | nicht kandidiert | nicht kandidiert | 077              | 09               | 01               | nicht kandidiert | nicht kandidiert | nicht kandidiert | nicht kandidiert | nicht kandidiert | nicht kandidiert | 090              | 12               | 02               | 159              | 22               | 03               | 091              | 13               | 02               |
| FPÖ                   | 150              | 21               | 3                | 222              | 25               | 04               | 193              | 23               | 03               | 190              | 26               | 04               | 134              | 18               | 02               | 052              | 07               | 01               | 050              | 07               | 01               |
| Freie Liste Ebersdorf | nicht kandidiert | nicht kandidiert | nicht kandidiert | nicht kandidiert | nicht kandidiert | nicht kandidiert | nicht kandidiert | nicht kandidiert | nicht kandidiert | nicht kandidiert | nicht kandidiert | nicht kandidiert | nicht kandidiert | nicht kandidiert | nicht kandidiert | 036              | 05               | 0                | nicht kandidiert | nicht kandidiert | nicht kandidiert |
| ÖVP-Wirtschaftsliste  | nicht kandidiert | nicht kandidiert | nicht kandidiert | nicht kandidiert | nicht kandidiert | nicht kandidiert | nicht kandidiert | nicht kandidiert | nicht kandidiert | nicht kandidiert | nicht kandidiert | nicht kandidiert | nicht kandidiert | nicht kandidiert | nicht kandidiert | nicht kandidiert | nicht kandidiert | nicht kandidiert | 129              | 18               | 02               |
| Wahlbeteiligung       | 66 %             | 66 %             | 66 %             | 84 %             | 84 %             | 84 %             | 85 %             | 85 %             | 85 %             | 80 %             | 80 %             | 80 %             | 86 %             | 86 %             | 86 %             | 89 %             | 89 %             | 89 %             | 93 %             | 93 %             | 93 %             |

### Regionalpolitik
Die Gemeinde gehört zur LEADER-Region Oststeirisches Kernland und ist seit 2007 Teil der Ökoregion Kaindorf.
Am 20. November 2011 stimmten die Wahlberechtigten der Gemeinden Dienersdorf, Ebersdorf, Großhart, Hartl, Hofkirchen bei Hartberg, Kaindorf und Tiefenbach bei Kaindorf darüber ab, ob diese sieben Gemeinden anlässlich der Gemeindestrukturreform der Steiermark 2010–2015 zu einer Großgemeinde zusammengelegt werden sollen. Bei einer Wahlbeteiligung von insgesamt 65,66 % wurden 3351 gültige Stimmen gezählt. Von diesen sprachen sich lediglich 436 Wähler (13 %) für eine Zusammenlegung der Gemeinden aus, während 2915 Wähler (87 %) gegen eine Fusion stimmten. Damit wurde den Plänen der Steiermärkischen Landesregierung eine deutliche Absage erteilt.
Ein Konzept von 2012/13 sieht Ebersdorf eigenständig vor.

### Wappen
Das Gemeindewappen wird seit 23. März 1970 geführt.
Wappenbeschreibung: „In einem von Silber und zu grün gespaltenen Schild vorn drei rote goldbesamte Rosen, hinten ein silbernes Andreaskreuz.“
Die Rosen weisen auf das landwirtschaftlich geprägte Gemeindegebiet hin, das Kreuz des heiligen Andreas symbolisiert den Patron der Pfarrkirche Ebersdorf.

## Persönlichkeiten

### Ehrenbürger
- 1970: Josef Krainer (1903–1971), Landeshauptmann der Steiermark 1948–1971[16]
- 1979 Friedrich Niederl (1920–2012), Landeshauptmann

### Söhne und Töchter von Ebersdorf
- Josef Fink, 1941–1999 (Theologe, Künstler)